# Nati il 12 agosto

## XIII secolo(1)
- 1296 - Giovanni I di Boemia, re († 1346)

## XIV secolo(2)
- 1308 - Morinaga, principe giapponese († 1335)
- 1367 - Valentina Visconti di Cipro, principessa italiana († 1393)

## XV secolo(3)
- 1452 - Abraham Zacuto, storico, astronomo e matematico spagnolo († 1515)
- 1453 - Antonio di Neri Barili, scultore, architetto e intagliatore italiano († 1517)
- 1498 - Giovan Battista Gelli, filosofo e scrittore italiano († 1563)

## XVI secolo(10)
- 1503 - Cristiano III di Danimarca, re († 1559)
- 1506 - Frans van de Velde, vescovo cattolico e teologo olandese († 1576)
- 1519 - Juan Claros de Guzmán, IX conte di Niebla, nobile spagnolo († 1556)
- 1538 - Maria d'Aviz, nobile portoghese († 1577)
- 1541 - Hipacy Pociej, arcivescovo cattolico, teologo e scrittore polacco († 1613)
- 1566 - Isabella Clara Eugenia d'Asburgo, spagnola († 1633)
- 1575 - James Hamilton, I conte di Abercorn, nobile scozzese († 1618)
- 1588 - Ottavio Corsini, arcivescovo cattolico e letterato italiano († 1641)
- 1589 - Domenico Fiasella, pittore italiano († 1669)
- 1591 - Luisa di Marillac, religiosa francese († 1660)

## XVII secolo(17)
- 1604 - Tokugawa Iemitsu, militare giapponese († 1651)
- 1612 - Giovanna Gonzaga, nobildonna italiana († 1688)
- 1629 - Isabella Clara d'Austria, duchessa († 1685)
- 1642 - Antonio Carafa, generale italiano († 1693)
- 1644 - Heinrich Ignaz Franz Biber, compositore e violinista austriaco († 1704)
- 1646 - Luisa Elisabetta di Curlandia, principessa († 1690)
- 1647 - Johann Heinrich Acker, storico tedesco († 1719)
- 1666 - Antonio Balestra, pittore e incisore italiano († 1740)
- 1666 - Odoardo II Farnese, nobile († 1693)
- 1670 - Guglielmo Borremans, pittore fiammingo († 1744)
- 1674 - Maria di Lorena, principessa († 1724)
- 1676 - Dorotea Federica di Brandeburgo-Ansbach, contessa († 1731)
- 1681 - Vitus Bering, esploratore e cartografo danese († 1741)
- 1683 - Thomas Seitz, stuccatore e scultore tedesco († 1763)
- 1686 - Giovanni Battista De Mari, nobile († 1777)
- 1688 - Cristiano di Nassau-Dillenburg, principe tedesco († 1739)
- 1696 - Maurice Greene, compositore e organista inglese († 1755)

## XVIII secolo(33)
- 1704 - Carolina di Nassau-Saarbrücken, contessa tedesca († 1774)
- 1712 - Karl Jakob Weber, ingegnere, architetto e archeologo svizzero († 1764)
- 1715 - Pier Francesco Grimaldi, doge († 1791)
- 1717 - Francesco Griselini, naturalista e botanico italiano († 1787)
- 1720 - Martin Gerbert, abate tedesco († 1793)
- 1722 - Giuseppe Baldrighi, pittore italiano († 1803)
- 1724 - Anton Maria Borromeo, bibliotecario italiano († 1813)
- 1728 - Agostino Penna, scultore italiano († 1800)
- 1747 - Domenico Cocoli, matematico e fisico italiano († 1812)
- 1753 - Thomas Bewick, incisore inglese († 1828)
- 1757 - Louisa Stuart, scrittrice britannica († 1851)
- 1759 - Thomas Andrew Knight, agronomo britannico († 1838)
- 1762 - William Branch Giles, politico statunitense († 1830)
- 1762 - Giorgio IV del Regno Unito, sovrano inglese († 1830)
- 1762 - Christoph Wilhelm Hufeland, medico tedesco († 1836)
- 1762 - Giovanni Battista Sommariva, politico, avvocato e diplomatico italiano († 1826)
- 1763 - Domenico Moreni, presbitero e letterato italiano († 1835)
- 1769 - Ludwig Wilhelm Gilbert, fisico e chimico tedesco († 1824)
- 1770 - Carlo Visconti di Modrone, nobile, imprenditore e politico italiano († 1836)
- 1771 - Haden Edwards, statunitense († 1849)
- 1774 - Jean François Boissonade de Fontarabie, storico francese († 1857)
- 1774 - Robert Southey, scrittore britannico († 1843)
- 1775 - Conrad Malte-Brun, geografo danese († 1826)
- 1778 - Francis Horner, politico britannico († 1817)
- 1779 - Giorgio di Meclemburgo-Strelitz, sovrano tedesco († 1860)
- 1781 - Robert Mills, architetto statunitense († 1855)
- 1788 - Georg Matthias von Martens, botanico tedesco († 1872)
- 1791 - Joseph von Arneth, numismatico e archeologo austriaco († 1863)
- 1791 - Henry Howard, XIII duca di Norfolk, nobile e politico inglese († 1856)
- 1793 - James Muspratt, chimico inglese († 1886)
- 1795 - Désiré Dalloz, giurista e politico francese († 1869)
- 1799 - Charles Landseer, pittore inglese († 1893)
- 1800 - Jean-Jacques Ampère, scrittore francese († 1864)

## XIX secolo(159)
- 1801 - Ugo Bassi, presbitero e patriota italiano († 1849)
- 1801 - Julius Heinrich Petermann, orientalista tedesco († 1876)
- 1801 - William Mac Guckin de Slane, militare e arabista francese († 1878)
- 1803 - Johann Otto Boeckeler, botanico e farmacista tedesco († 1899)
- 1804 - Francesco Domenico Guerrazzi, politico, scrittore e giornalista italiano († 1873)
- 1805 - Giovanni Battista Cariolo, politico italiano († 1873)
- 1805 - Johann Karl Rodbertus, economista tedesco († 1875)
- 1807 - Ilario Filiberto Pateri, politico italiano († 1884)
- 1810 - Augusto Bertaldi, generale italiano († 1887)
- 1811 - Eldred Pottinger, militare inglese († 1843)
- 1812 - John Oxenford, drammaturgo, traduttore e librettista inglese († 1877)
- 1815 - Gaetano Brinciotti, arcivescovo cattolico italiano († 1868)
- 1815 - Dominique Papety, pittore francese († 1849)
- 1816 - Ion Ghica, politico rumeno († 1897)
- 1817 - Louis-Jules Bouchot, architetto francese († 1907)
- 1819 - Michele Anfossi, politico italiano († 1888)
- 1819 - Victoire Conroy, nobile britannica († 1866)
- 1821 - Joseph Vigier, fotografo francese († 1894)
- 1822 - Rodolphe Bresdin, pittore e incisore francese († 1885)
- 1822 - Sarah Child Villiers, nobildonna inglese († 1853)
- 1823 - William Legge, V conte di Dartmouth, politico inglese († 1891)
- 1825 - Vito D'Ancona, pittore italiano († 1884)
- 1826 - Giulio Carlini, pittore e fotografo italiano († 1887)
- 1826 - Ambrogio Doria, politico italiano († 1912)
- 1831 - Helena Blavatsky, teosofa e saggista russa († 1891)
- 1833 - Federico Faruffini, pittore, incisore e fotografo italiano († 1869)
- 1834 - Hipólito Vera y Talonia, vescovo cattolico, scrittore e storico messicano († 1898)
- 1836 - Pietro Michis, pittore italiano († 1903)
- 1837 - Francesco Carenzi, generale italiano († 1897)
- 1838 - Joseph Barnby, compositore e direttore d'orchestra inglese († 1896)
- 1839 - Giuseppe Cuzzi, avvocato e politico italiano († 1923)
- 1841 - Roberto Andolfato, politico italiano († 1915)
- 1841 - Francesco di Paola Cassetta, cardinale italiano († 1919)
- 1841 - Andrea Naccari, fisico italiano († 1926)
- 1841 - Franz Heinrich Schwechten, architetto tedesco († 1924)
- 1842 - Enrico Curati, politico italiano († 1906)
- 1842 - Domenico Lovisato, geologo e paleontologo italiano († 1916)
- 1843 - Bartley Campbell, giornalista e commediografo statunitense († 1888)
- 1843 - Colmar von der Goltz, generale e scrittore tedesco († 1916)
- 1843 - George Howard, IX conte di Carlisle, nobile, politico e pittore britannico († 1911)
- 1844 - Muhammad Ahmad, politico e mistico sudanese († 1885)
- 1846 - Ludwig Jeep, filologo classico tedesco († 1911)
- 1847 - Pasquale Baiocchi, patriota italiano († 1907)
- 1848 - Marcellus Emants, scrittore olandese († 1923)
- 1848 - Friedrich Schultze, neurologo tedesco († 1934)
- 1849 - Abbott Handerson Thayer, pittore statunitense († 1921)
- 1849 - Georg Carl Wilhelm Vatke, botanico tedesco († 1889)
- 1851 - Aloïs Boudry, pittore belga († 1938)
- 1851 - Edhem Pascià, militare ottomano († 1909)
- 1852 - Algernon Keith-Falconer, IX conte di Kintore, politico scozzese († 1930)
- 1852 - Michael J. McGivney, presbitero statunitense († 1890)
- 1853 - Alfonso Lucifero, nobile, politico e scrittore italiano († 1925)
- 1854 - Ignat Herrmann, scrittore ceco († 1935)
- 1855 - John Smith, calciatore, rugbista a 15 e medico britannico († 1937)
- 1856 - Eduardo Dato Iradier, politico spagnolo († 1921)
- 1857 - Michele Cantone, fisico italiano († 1932)
- 1857 - Daniel Alcides Carrión, peruviano († 1885)
- 1858 - Alessandro Lualdi, cardinale e arcivescovo cattolico italiano († 1927)
- 1859 - Katharine Lee Bates, scrittrice statunitense († 1929)
- 1860 - Arthur Dunn, calciatore inglese († 1902)
- 1860 - Klara Pölzl, austriaca († 1907)
- 1861 - Luigi Galleani, anarchico italiano († 1931)
- 1862 - Giacomo Ferretti, dirigente d'azienda e politico italiano († 1944)
- 1862 - John C. Lodge, politico statunitense († 1950)
- 1862 - Paul Hermann Wilhelm Taubert, botanico tedesco († 1897)
- 1863 - Félix Legueu, ginecologo francese († 1939)
- 1864 - Douglas Robinson, crickettista britannico († 1937)
- 1864 - Kuno von Westarp, politico tedesco († 1945)
- 1866 - Jacinto Benavente, drammaturgo spagnolo († 1954)
- 1866 - Henrik Sillem, tiratore a segno olandese († 1907)
- 1867 - Joseph Paul Alizard, pittore francese († 1948)
- 1867 - Cesare Biondi, medico italiano († 1936)
- 1867 - Edith Hamilton, scrittrice statunitense († 1963)
- 1867 - Carlo Piancastelli, collezionista d'arte e bibliografo italiano († 1938)
- 1868 - Frederic Thesiger, I visconte Chelmsford, politico britannico († 1933)
- 1870 - Maurice Swynfen Fitzmaurice, ammiraglio britannico († 1927)
- 1870 - Hubert Gough, generale britannico († 1963)
- 1870 - Vladimir Mitrofanovič Puriškevič, politico russo († 1920)
- 1871 - Vincenzo Federici, paleografo, diplomatista e filologo italiano († 1953)
- 1871 - Gustavs Zemgals, politico lettone († 1939)
- 1872 - Maria Luisa di Schleswig-Holstein, principessa inglese († 1956)
- 1873 - Arnaldo Dello Sbarba, politico e avvocato italiano († 1958)
- 1873 - Tom Reece, giocatore di snooker gallese († 1953)
- 1874 - Alice Hutchison, medico britannico († 1953)
- 1874 - Oreste Ristori, giornalista e anarchico italiano († 1943)
- 1874 - Bedřich Schejbal, schermidore boemo
- 1874 - Élie de Lastours, schermidore e tennista francese († 1932)
- 1875 - Mezio Agostini, compositore italiano († 1944)
- 1875 - Ettore Panizza, compositore e direttore d'orchestra argentino († 1967)
- 1876 - Rodolfo Muller, ciclista su strada italiano († 1947)
- 1876 - Mary Roberts Rinehart, romanziera, commediografa e giornalista statunitense († 1958)
- 1877 - Sem Benelli, poeta, scrittore e drammaturgo italiano († 1949)
- 1878 - Beatrice Sacchi, saggista, pubblicista e attivista italiana († 1931)
- 1878 - Ferrante Zambini, scultore e falsario italiano († 1949)
- 1878 - Østen Østensen, tiratore a segno norvegese († 1939)
- 1879 - Vladimiro Pini, militare e politico italiano († 1959)
- 1879 - Théophile Robert, pittore svizzero († 1954)
- 1880 - Radclyffe Hall, scrittrice britannica († 1943)
- 1880 - Christy Mathewson, giocatore di baseball e allenatore di baseball statunitense († 1925)
- 1881 - Cecil B. DeMille, regista, produttore cinematografico e montatore statunitense († 1959)
- 1881 - Aleksandr Michajlovič Gerasimov, pittore russo († 1963)
- 1881 - Vittorio Meichsner de Meichsenau, politico italiano († 1964)
- 1881 - Harry von Rochow, cavaliere tedesco († 1945)
- 1882 - Franz Moßhammer, politico austriaco († 1964)
- 1883 - Arthur Aylesworth, attore statunitense († 1946)
- 1883 - Pauline Frederick, attrice statunitense († 1938)
- 1883 - Marion Lorne, attrice statunitense († 1968)
- 1883 - Ture Wersäll, tiratore di fune svedese († 1965)
- 1884 - Arthur Colahan, psichiatra e cantautore irlandese († 1952)
- 1884 - Fulco Ruffo di Calabria, nobile, aviatore e politico italiano († 1946)
- 1884 - Bruno Villabruna, avvocato e politico italiano († 1971)
- 1885 - Jean Cabannes, fisico francese († 1959)
- 1885 - Virginio Gayda, giornalista e saggista italiano († 1944)
- 1885 - Stanley Logan, attore, regista e sceneggiatore britannico († 1953)
- 1886 - Heinz Heimsoeth, storico della filosofia tedesco († 1975)
- 1886 - Lily Ross Taylor, storica statunitense († 1969)
- 1886 - Benvenuto Terracini, linguista e glottologo italiano († 1968)
- 1887 - Italo Gismondi, architetto e archeologo italiano († 1974)
- 1887 - Walter Hempel, calciatore tedesco († 1940)
- 1887 - Sid Kimpton, calciatore e allenatore di calcio inglese († 1968)
- 1887 - Erwin Schrödinger, fisico austriaco († 1961)
- 1887 - Mario Trozzi, politico e sindacalista italiano († 1932)
- 1887 - Magnus Vigrestad, scultore norvegese († 1957)
- 1888 - Axel di Danimarca, danese († 1964)
- 1888 - Giorgio Bardanzellu, ufficiale, avvocato e politico italiano († 1974)
- 1888 - Irene Giblin, pianista e compositrice statunitense († 1974)
- 1888 - Teruhisa Komatsu, ammiraglio giapponese († 1970)
- 1889 - Alberto Asquini, giurista e politico italiano († 1972)
- 1889 - Sid Jordan, attore statunitense († 1970)
- 1889 - Eddie Kane, attore statunitense († 1969)
- 1889 - Luis Miguel Sánchez Cerro, politico e generale peruviano († 1933)
- 1891 - Douglas Gerrard, attore e regista irlandese († 1950)
- 1891 - Dimitrije Ljotić, politico serbo († 1945)
- 1891 - Guido Pera, calciatore italiano († 1975)
- 1892 - Mariano Arrate, calciatore spagnolo († 1963)
- 1892 - Giovanni Di Raimondo, ingegnere e dirigente pubblico italiano († 1966)
- 1892 - Alfred Lunt, attore e regista statunitense († 1977)
- 1894 - Joe McCormick, hockeista su ghiaccio canadese († 1958)
- 1894 - Quinto Quintieri, politico italiano († 1968)
- 1894 - Albert Leo Schlageter, militare e politico tedesco († 1923)
- 1895 - Jaroslav Šifer, calciatore jugoslavo († 1982)
- 1896 - Carlo Bertozzi, aviatore e imprenditore italiano († 1962)
- 1896 - Giovanni Pala, politico e giornalista italiano († 1988)
- 1897 - Julius von Bernuth, generale tedesco († 1942)
- 1897 - Antonio Franzil, carpentiere e funzionario italiano († 1979)
- 1897 - Luigi Gilardi, ciclista su strada e pistard italiano († 1987)
- 1897 - Carlo Solveni, bobbista italiano († 1983)
- 1897 - Otto Struve, astronomo russo († 1963)
- 1897 - Sergej Taborickij, giornalista russo († 1980)
- 1898 - Karl Auer, calciatore tedesco († 1945)
- 1898 - Robert Emery, velocista statunitense († 1934)
- 1898 - Oskar Homolka, attore austriaco († 1978)
- 1898 - Aleksandr Gavrilovič Ivanov, regista cinematografico sovietico († 1984)
- 1898 - Marija Klënova, geologa russa († 1976)
- 1899 - Peter Altmeier, politico tedesco († 1977)
- 1899 - Mattia Cerruti, calciatore italiano († 1981)
- 1899 - Sergej Romodanov, attore sovietico († 1975)
- 1900 - Enzio Julitta, drammaturgo e politico italiano († 1940)
- 1900 - George Hazelwood Locket, insegnante e aracnologo britannico († 1991)

## XX secolo(889)
- 1901 - Mario Bosisio, pugile italiano († 1988)
- 1901 - Raoul Greiner, calciatore italiano († 1992)
- 1901 - Giacomo Pellegrini, politico e partigiano italiano († 1979)
- 1902 - Hellmuth Becker, generale tedesco († 1953)
- 1902 - Alessandro Beltrame, calciatore italiano († 1957)
- 1902 - James Brooker, astista statunitense († 1973)
- 1902 - Mohammad Hatta, politico indonesiano († 1980)
- 1902 - Leonello Leone, generale e aviatore italiano
- 1903 - Mario Nasalli Rocca di Corneliano, cardinale e arcivescovo cattolico italiano († 1988)
- 1904 - Edward Ashley, attore australiano († 2000)
- 1904 - Aleksej Nikolaevič Romanov, nobile russo († 1918)
- 1905 - Hans Urs von Balthasar, presbitero e teologo svizzero († 1988)
- 1905 - Costantino Baroni, storico dell'arte, critico d'arte e archivista italiano († 1956)
- 1905 - Karl Paryla, attore e regista austriaco († 1996)
- 1905 - Emerich Vogl, calciatore e allenatore di calcio rumeno († 1961)
- 1905 - Mario de las Casas, calciatore peruviano († 2002)
- 1906 - Ferruccio Bedendo, calciatore italiano
- 1906 - Thomas Bellamy, attore statunitense († 1979)
- 1906 - Enrico Comani, aviatore italiano († 1938)
- 1906 - Roberto Einaudi, ingegnere e imprenditore italiano († 2004)
- 1906 - Harry Hopman, tennista e allenatore di tennis australiano († 1985)
- 1906 - Giovanni Marchioro, calciatore italiano
- 1907 - Joe Besser, attore statunitense († 1988)
- 1907 - Gianfranco Brunetti, avvocato e dirigente sportivo italiano († 1990)
- 1907 - Boy Charlton, nuotatore australiano († 1975)
- 1907 - Antonio Chiodi, militare e aviatore italiano († 1940)
- 1907 - Lev Davidovič Konstantinovskij, regista cinematografico russo († 1978)
- 1907 - Miguel Torga, scrittore e poeta portoghese († 1995)
- 1907 - Attilio Milano, storico italiano († 1969)
- 1907 - Benjamin Henry Sheares, politico singaporiano († 1981)
- 1907 - Josef Stangl, vescovo cattolico tedesco († 1979)
- 1907 - Aleksandr Borisovič Stoller, regista cinematografico sovietico († 1979)
- 1907 - Cal Strong, pallanuotista statunitense († 2001)
- 1907 - Constantino Urbieta Sosa, calciatore paraguaiano († 1983)
- 1908 - Giovanni Consolazione, pittore e artista italiano († 1964)
- 1908 - Adolf Bredo Stabell, diplomatico norvegese († 1996)
- 1909 - Vasco Cavani, calciatore italiano († 1970)
- 1909 - Vasco Lenzi, calciatore e allenatore di calcio italiano († 1988)
- 1909 - Franz Six, generale tedesco († 1975)
- 1909 - Théophile Speicher, calciatore lussemburghese († 1982)
- 1910 - Vasile Deheleanu, calciatore rumeno († 2003)
- 1910 - Yusof Ishak, politico singaporiano († 1970)
- 1910 - Gustav Lantschner, sciatore alpino, attore e regista cinematografico austriaco († 2011)
- 1910 - Eliot Noyes, architetto e designer statunitense († 1977)
- 1910 - Amilcare Oddo, allenatore di calcio e giornalista italiano († 1999)
- 1910 - Heinrich Sutermeister, compositore svizzero († 1995)
- 1910 - Hugo Vondřejc, pallanuotista cecoslovacco († 1979)
- 1910 - Jane Wyatt, attrice statunitense († 2006)
- 1911 - John Bryan, scenografo britannico († 1969)
- 1911 - Cantinflas, comico e attore messicano († 1993)
- 1911 - Remo Cerasa, ciclista su strada italiano († 2003)
- 1911 - Edward Downes, musicologo statunitense († 2001)
- 1911 - Alfredo Monza, calciatore e allenatore di calcio italiano († 1974)
- 1911 - Hermann Schaper, militare tedesco († 2002)
- 1912 - Domenico Baffigo, militare e marinaio italiano († 1943)
- 1912 - Bernhard Baier, pallanuotista tedesco († 2003)
- 1912 - Wilhelm Baumann, pallamanista tedesco († 1990)
- 1912 - Samuel Fuller, regista, sceneggiatore e produttore cinematografico statunitense († 1997)
- 1912 - Feroze Gandhi, politico e giornalista indiano († 1960)
- 1912 - Louis Gérardin, pistard francese († 1982)
- 1912 - Jussi Kurikkala, fondista e maratoneta finlandese († 1951)
- 1912 - Nikolaj Efimovič Timkov, pittore russo († 1993)
- 1912 - David Allardyce Webb, botanico irlandese († 1994)
- 1913 - Georg Bachmayer, militare tedesco († 1945)
- 1913 - Richard L. Bare, regista statunitense († 2015)
- 1913 - Teo Ducci, superstite dell'Olocausto ungherese († 2002)
- 1913 - Narciso Jubany Arnau, cardinale e arcivescovo cattolico spagnolo († 1996)
- 1913 - Kurt Kasznar, attore austriaco († 1979)
- 1913 - Aleksandr Aleksandrovič Kotov, scacchista sovietico († 1981)
- 1913 - Zezé Procópio, calciatore brasiliano († 1980)
- 1914 - Francesco Gabriotti, calciatore italiano († 1987)
- 1914 - Alberto Martí, cestista uruguaiano
- 1914 - Danny Reddin, cestista irlandese († 1976)
- 1914 - Hans Theilig, pallamanista tedesco († 1976)
- 1914 - Giulio Torrini, fotografo, fotoreporter e giornalista italiano († 2005)
- 1915 - Sickan Carlsson, attrice svedese († 2011)
- 1915 - Roderick Stephen Hall, militare statunitense († 1945)
- 1915 - Michael Kidd, coreografo, ballerino e attore statunitense († 2007)
- 1915 - Donald Pellmann, atleta statunitense († 2020)
- 1915 - Alex Wojciechowicz, giocatore di football americano statunitense († 1992)
- 1916 - Santiago Llaver, politico argentino († 2002)
- 1916 - Ralph Nelson, regista statunitense († 1987)
- 1916 - Antonina Wyrzykowska, polacca († 2011)
- 1917 - Frank Boulton, calciatore inglese († 1987)
- 1917 - Adolf Burger, tipografo e scrittore slovacco († 2016)
- 1917 - Oliver Crawford, sceneggiatore e scrittore statunitense († 2008)
- 1917 - Albert Ferrasse, dirigente sportivo, arbitro di rugby a 15 e rugbista a 15 francese († 2011)
- 1917 - Marjorie Reynolds, attrice statunitense († 1997)
- 1917 - Giuseppe Tacca, ciclista su strada italiano († 1984)
- 1918 - Pier Luigi Alvigini, allenatore di calcio e calciatore italiano († 2015)
- 1918 - Aldo Cadario, calciatore italiano († 2002)
- 1918 - Ricardo Rodríguez Álvarez, calciatore spagnolo († 1980)
- 1918 - Joseph Hayes, drammaturgo e sceneggiatore statunitense († 2006)
- 1918 - Giuseppe Santovito, generale italiano († 1984)
- 1919 - Margaret Burbidge, astronoma e astrofisica britannica († 2020)
- 1919 - Decio Gioseffi, storico dell'arte italiano († 2007)
- 1919 - Wiesław Kielar, scrittore e direttore della fotografia polacco († 1990)
- 1919 - Peter Luke, scrittore, editore e produttore cinematografico britannico († 1995)
- 1919 - Clemente Manco, politico e avvocato italiano († 2007)
- 1919 - Eliseo Salino, ceramista e scultore italiano († 1999)
- 1919 - Vikram Sarabhai, fisico e astronomo indiano († 1971)
- 1919 - Shorty Templeman, pilota automobilistico statunitense († 1962)
- 1920 - Luigi Gentile, militare e aviatore italiano († 1960)
- 1920 - Charles Gibson, storico e etnologo statunitense († 1985)
- 1920 - Manuel Ledesma, cestista cileno († 2001)
- 1920 - Percy Mayfield, cantante statunitense († 1984)
- 1920 - Carlo Rebella, ciclista su strada italiano († 2002)
- 1920 - Mario Rotili, politico, storico e bibliotecario italiano († 1981)
- 1921 - Ugo Carcassi, medico italiano († 2016)
- 1921 - Vasilīs Geōrgiadīs, regista e attore greco († 2000)
- 1921 - Matt Gillies, allenatore di calcio e calciatore scozzese († 1998)
- 1921 - Abel Paz, anarchico, militare e storico spagnolo († 2009)
- 1921 - Rita Saglietto, artista, pittrice e scultrice italiana († 1968)
- 1921 - Silvio Siano, regista e sceneggiatore italiano († 1990)
- 1921 - Mario Vellani, giurista italiano († 2021)
- 1921 - Federico Zeri, storico dell'arte e critico d'arte italiano († 1998)
- 1922 - Luigi Bordino, religioso italiano († 1977)
- 1922 - Luigi Dagnino, calciatore italiano
- 1922 - Roy Hurley, cestista statunitense († 1993)
- 1922 - Miloš Jakeš, politico cecoslovacco († 2020)
- 1922 - Víctor Mahana, cestista cileno († 2001)
- 1922 - Jack Rocker, cestista statunitense († 2010)
- 1923 - Vicente Di Paola, calciatore argentino
- 1923 - Carlo Smuraglia, politico, avvocato e partigiano italiano († 2022)
- 1923 - Guadelupe Velázquez, calciatore messicano († 2012)
- 1924 - Milla Baldo Ceolin, fisica italiana († 2011)
- 1924 - Idris Shah II di Perak, sovrano malese († 1984)
- 1924 - Evi Zamperini Pucci, scrittrice italiana († 2016)
- 1924 - Lucy Salani, attivista italiana († 2023)
- 1924 - Kazuo Shiraga, artista giapponese († 2008)
- 1924 - Muhammad Zia-ul-Haq, generale pakistano († 1988)
- 1925 - Leopold Barschandt, calciatore austriaco († 2000)
- 1925 - Dale Bumpers, politico e avvocato statunitense († 2016)
- 1925 - Guillermo Cano Isaza, giornalista colombiano († 1986)
- 1925 - Donald Justice, poeta e librettista statunitense († 2004)
- 1925 - Lucien Konter, calciatore lussemburghese († 1990)
- 1925 - Iginio Marianelli, politico italiano († 2003)
- 1925 - Ross McWhirter, scrittore, attivista e conduttore televisivo inglese († 1975)
- 1925 - Thor Vilhjálmsson, scrittore islandese († 2011)
- 1925 - George Wetherill, fisico statunitense († 2006)
- 1926 - Douglas Croft, attore statunitense († 1963)
- 1926 - John Derek, regista, attore e fotografo statunitense († 1998)
- 1926 - Joe Jones, cantautore, produttore discografico e avvocato statunitense († 2005)
- 1926 - Georg Rosbigalle, calciatore tedesco orientale († 2012)
- 1926 - Les Rothman, cestista e giocatore di baseball statunitense († 2022)
- 1926 - René Vignal, calciatore francese († 2016)
- 1927 - Víctor Andrade, cestista ecuadoriano († 2014)
- 1927 - Dan Curtis, sceneggiatore, regista e produttore televisivo statunitense († 2006)
- 1927 - Umberto Emo Capodilista, politico italiano († 2010)
- 1927 - Bob Harrison, cestista e allenatore di pallacanestro statunitense († 2024)
- 1927 - Guerrino Nicoli, partigiano italiano († 1944)
- 1927 - Porter Wagoner, cantante statunitense († 2007)
- 1928 - Charles Blackman, artista australiano († 2018)
- 1928 - Miloslav Kodl, cestista cecoslovacco († 1985)
- 1928 - Fatima Meer, attivista e scrittrice sudafricana († 2010)
- 1928 - Giorgio Prodi, oncologo, filosofo e scrittore italiano († 1987)
- 1928 - Beni Virtzberg, scrittore tedesco († 1968)
- 1929 - Charles Moore, ostacolista e velocista statunitense († 2020)
- 1929 - Buck Owens, cantautore statunitense († 2006)
- 1929 - Carl Axel Petri, politico svedese († 2017)
- 1929 - Jōji Yuasa, compositore giapponese († 2024)
- 1930 - Édson Campos Martins, calciatore brasiliano († 1991)
- 1930 - Richard Cavendish, storico e scrittore britannico († 2016)
- 1930 - Harry Babcock, giocatore di football americano statunitense († 1996)
- 1930 - Mary Ann Hoberman, scrittrice statunitense († 2023)
- 1930 - Ángel Schandlein, calciatore argentino († 1998)
- 1930 - George Soros, imprenditore ungherese
- 1930 - Lionello Sozzi, francesista, traduttore e critico letterario italiano († 2014)
- 1930 - Jacques Tits, matematico francese († 2021)
- 1931 - Ernst Fivian, ginnasta svizzero († 2021)
- 1931 - William Goldman, scrittore, drammaturgo e sceneggiatore statunitense († 2018)
- 1931 - Esther Guyer, architetta svizzera
- 1931 - Tito Marchioro, fumettista italiano († 2004)
- 1931 - Otto Carlos Phol da Nóbrega, cestista brasiliano († 2000)
- 1931 - Nadine Sanders, attrice e ex modella statunitense
- 1931 - Thomas Anthony White, arcivescovo cattolico irlandese († 2017)
- 1932 - Jean Gainche, ciclista su strada francese
- 1932 - Lamar Hunt, dirigente sportivo statunitense († 2006)
- 1932 - Gwilym Meirion Jenkins, statistico britannico († 1982)
- 1932 - Georges Kiejman, avvocato, politico e attore francese († 2023)
- 1932 - Oskar Saier, arcivescovo cattolico tedesco († 2008)
- 1932 - Sirikit, regina thailandese
- 1932 - Sergej Michajlovič Slonimskij, compositore e pianista sovietico († 2020)
- 1932 - Franco Tatò, dirigente d'azienda italiano († 2022)
- 1932 - Çetin Zeybek, calciatore turco († 1990)
- 1933 - Parnelli Jones, pilota automobilistico e manager statunitense († 2024)
- 1933 - Ettore Lombardi, cantante e compositore italiano († 2006)
- 1933 - Angelo Munzone, politico italiano († 2017)
- 1933 - Gurdev Singh, hockeista su prato indiano († 2024)
- 1934 - Gian Mario Bravo, storico e saggista italiano († 2020)
- 1934 - Daniel Edward Pilarczyk, arcivescovo cattolico statunitense († 2020)
- 1934 - Tino Schirinzi, attore e regista teatrale italiano († 1993)
- 1935 - John Cazale, attore statunitense († 1978)
- 1935 - Kurt W. Forster, storico dell'architettura, storico dell'arte e funzionario svizzero († 2024)
- 1935 - Bruno Incagnoli, oboista italiano († 2024)
- 1935 - Mauro Nesti, pilota automobilistico italiano († 2013)
- 1935 - Ján Popluhár, calciatore cecoslovacco († 2011)
- 1935 - Leigh Van Valen, biologo statunitense († 2010)
- 1936 - Margot Eskens, cantante e attrice tedesca († 2022)
- 1936 - Kjell Grede, regista svedese († 2017)
- 1936 - Hans Haacke, artista tedesco
- 1936 - André Kolingba, politico centrafricano († 2010)
- 1936 - Gabriel Matzneff, scrittore francese
- 1936 - Rachid Mekhloufi, calciatore e allenatore di calcio francese († 2024)
- 1936 - Gianni Sofri, storico e saggista italiano
- 1937 - Thommy Berggren, attore svedese
- 1937 - Herman De Croo, politico belga
- 1937 - Enzo Monteduro, attore italiano († 2009)
- 1938 - Emiliano Fabbricatore, abate italiano († 2019)
- 1938 - Bert-Ola Nordlander, ex hockeista su ghiaccio svedese
- 1938 - Gérard Poulet, violinista francese
- 1938 - Vito Santangelo, cantante, cantastorie e chitarrista italiano († 2014)
- 1938 - Helene Thurner, ex slittinista austriaca
- 1938 - Huguette Tourangeau, mezzosoprano canadese († 2018)
- 1939 - Amedeo Balestrieri, calciatore italiano († 2019)
- 1939 - Oliver Ford Davies, attore e scrittore britannico
- 1939 - George Hamilton, attore e produttore cinematografico statunitense
- 1939 - Pam Kilborn, ex ostacolista, velocista e lunghista australiana
- 1939 - Sushil Koirala, politico nepalese († 2016)
- 1939 - Günther Pfaff, canoista austriaco († 2020)
- 1939 - Claus Wilcke, attore e doppiatore tedesco
- 1940 - Fernando Cruz, calciatore portoghese († 2025)
- 1940 - Maryvonne Garzino, cestista francese († 2014)
- 1940 - Giuliana Lojodice, attrice italiana
- 1940 - Alfredo Mordechai Rabello, giurista italiano
- 1940 - Serafino Zucchelli, politico e medico italiano
- 1940 - Alfred Zulkowski, calciatore tedesco orientale († 1989)
- 1941 - Réjean Ducharme, scrittore e sceneggiatore canadese († 2017)
- 1941 - Dana Ivey, attrice statunitense
- 1941 - Dimităr Jakimov, ex calciatore bulgaro
- 1941 - Edwin Roberts, ex velocista trinidadiano
- 1941 - Letícia Román, attrice cinematografica italiana
- 1941 - Jennifer Warren, attrice statunitense
- 1942 - Elizabeth Franks, ex cestista australiana
- 1942 - Kōji Funamoto, ex calciatore giapponese
- 1942 - Eric McMordie, ex calciatore nordirlandese
- 1942 - David Munrow, flautista britannico († 1976)
- 1942 - Clara Nunes, cantante brasiliana († 1983)
- 1942 - Bianca Pitzorno, scrittrice, autrice televisiva e traduttrice italiana
- 1942 - Martin E. P. Seligman, psicologo e saggista statunitense
- 1943 - Jeff Bleckner, regista televisivo e regista teatrale statunitense
- 1943 - Gordon Bolland, allenatore di calcio e ex calciatore inglese
- 1943 - Lesley Duncan, cantante e musicista britannica († 2010)
- 1943 - Antonio Falomi, politico italiano
- 1943 - Elio Michelon, allenatore di rugby a 15 e rugbista a 15 italiano
- 1943 - Milan Nenadić, lottatore jugoslavo († 2024)
- 1943 - Alessandro Ortis, manager italiano
- 1943 - Ulla-Britt Söderlund, costumista svedese († 1985)
- 1944 - Gabriele Basilico, fotografo italiano († 2013)
- 1944 - Jaroslav Kovář, ex cestista cecoslovacco
- 1944 - Francesco Morini, dirigente sportivo e calciatore italiano († 2021)
- 1945 - Bernard Accoyer, medico e politico francese
- 1945 - Vladimir Basalaev, calciatore sovietico († 2019)
- 1945 - Ed Biedenbach, ex cestista e allenatore di pallacanestro statunitense
- 1945 - Giancarlo Cito, imprenditore e politico italiano († 2025)
- 1945 - Billy Fraser, ex calciatore e allenatore di calcio scozzese
- 1945 - Louis Godart, grecista belga
- 1945 - Chrīstos Kefalos, cestista e allenatore di pallacanestro statunitense († 2022)
- 1945 - Ron Mael, musicista, cantautore e produttore discografico statunitense
- 1945 - Paolo Sandro Molinaro, politico italiano
- 1945 - Serge Monast, giornalista, poeta e saggista canadese († 1996)
- 1945 - Jean Nouvel, architetto e designer francese
- 1945 - Veikko Salminen, ex pentatleta finlandese
- 1945 - Gene Strenicer, ex calciatore ungherese
- 1945 - Fife Symington III, politico statunitense
- 1945 - Fernando Tiscareño, ex cestista messicano
- 1946 - Maria Elisabetta Alberti Casellati, politica italiana
- 1946 - Gerd Anthoff, attore tedesco
- 1946 - Pat Buckley, ex calciatore scozzese
- 1946 - Ken Caillat, produttore discografico statunitense
- 1946 - Beppe Carletti, tastierista italiano
- 1946 - Giosy Cento, cantautore italiano
- 1946 - Daniele Lombardi, pianista e compositore italiano († 2018)
- 1946 - Robert Maud, tennista sudafricano († 2006)
- 1946 - Rocco Micaletto, terrorista e brigatista italiano
- 1946 - Achille Tramarin, politico italiano († 2017)
- 1947 - Stefano Benni, scrittore, umorista e giornalista italiano
- 1947 - Ingegerd Fränberg, ex sciatrice alpina svedese
- 1947 - William Hartston, scacchista, giornalista e scrittore britannico
- 1947 - Moe L'Abbé, hockeista su ghiaccio canadese († 2024)
- 1947 - Amedeo Minghi, cantautore e compositore italiano
- 1948 - Sue Monk Kidd, scrittrice statunitense
- 1948 - Michail Minskij, cantante russo († 1988)
- 1948 - Michele Norsa, manager italiano
- 1948 - Mizengo Pinda, politico tanzaniano
- 1948 - Cornell Warner, ex cestista statunitense
- 1948 - Ana de Hollanda, cantante, attrice e politica brasiliana
- 1949 - Youhannes Ezzat Zakaria Badir, vescovo cattolico egiziano († 2015)
- 1949 - Emanuele Bergamo, ex ciclista su strada italiano
- 1949 - Fernando Collor de Mello, ex politico brasiliano
- 1949 - Paolo Foti, politico italiano
- 1949 - Neji Jouini, ex arbitro di calcio tunisino
- 1949 - Mark Knopfler, chitarrista, cantautore e compositore britannico
- 1949 - Louis Krages, imprenditore e pilota automobilistico tedesco († 2001)
- 1949 - Silvestro Ladu, politico italiano
- 1949 - Janet Maslin, giornalista e critica cinematografica statunitense
- 1949 - Terry Oldfield, compositore britannico
- 1949 - Ann Urquhart, ex giocatrice di curling e dirigente sportiva britannica
- 1949 - Barbara Wysoczańska, ex schermitrice polacca
- 1950 - Edgar Alandia, compositore e direttore d'orchestra boliviano
- 1950 - Adolfo Bartoli, direttore della fotografia italiano († 2024)
- 1950 - Jim Beaver, attore statunitense
- 1950 - Iris Berben, attrice tedesca
- 1950 - Paolo Danieli, politico italiano
- 1950 - August Darnell, musicista, cantante e compositore statunitense
- 1950 - Francesco Maria Greco, diplomatico italiano
- 1950 - Simon King, batterista inglese
- 1950 - George McGinnis, cestista statunitense († 2023)
- 1950 - Franco Moretti, critico letterario e saggista italiano
- 1950 - Nijolė Sabaitė, ex mezzofondista sovietica
- 1950 - Aleksandr Sidel'nikov, hockeista su ghiaccio sovietico († 2003)
- 1950 - Augusto Taiocchi, pilota motociclistico italiano († 2010)
- 1950 - David Valdes, produttore cinematografico statunitense
- 1951 - Charles Brady, astronauta e medico statunitense († 2006)
- 1951 - Giulio Leoni, scrittore italiano
- 1951 - Maureen Moore, attrice e cantante statunitense
- 1951 - Klaus Toppmöller, allenatore di calcio e ex calciatore tedesco
- 1952 - Charlie Ane, ex giocatore di football americano statunitense
- 1952 - Osvaldo Bettoni, ex ciclista su strada e pistard italiano
- 1952 - Chen Kaige, regista e attore cinese
- 1952 - Françoise Combes, astrofisica e docente francese
- 1952 - Ronald Guttman, attore e produttore cinematografico belga
- 1952 - Linda Newbery, scrittrice britannica
- 1952 - Charlie Whiting, dirigente sportivo britannico († 2019)
- 1952 - Apollonia van Ravenstein, attrice e modella olandese
- 1953 - Dave Arseneault, allenatore di pallacanestro statunitense
- 1953 - Rolland Courbis, allenatore di calcio e ex calciatore francese
- 1953 - Giovanni De Lucia, attore italiano
- 1953 - Italo Florio, ex calciatore italiano
- 1953 - Antonio Gaglione, politico italiano
- 1953 - Carlos Mesa, politico boliviano
- 1953 - Abdul Salaam, giocatore di football americano statunitense († 2024)
- 1954 - Ray Abruzzo, attore statunitense
- 1954 - Dulaine Harris, ex cestista e allenatore di pallacanestro statunitense
- 1954 - François Hollande, funzionario e politico francese
- 1954 - Sam J. Jones, attore e ex modello statunitense
- 1954 - Leung Chun-ying, imprenditore, economista e politico cinese
- 1954 - Jorge Martins, ex calciatore portoghese
- 1954 - Pat Metheny, chitarrista e compositore statunitense
- 1954 - Roberto Ognibene, ex brigatista italiano
- 1954 - Rocco Sabelli, dirigente d'azienda italiano
- 1955 - Doris Lo Moro, magistrata e politica italiana
- 1955 - Ann M. Martin, scrittrice statunitense
- 1955 - Dominique Nguyễn Văn Mạnh, vescovo cattolico vietnamita
- 1955 - Carsten Nielsen, ex calciatore danese
- 1955 - Dietmar Schauerhammer, ex bobbista, ex multiplista e pentatleta tedesco
- 1955 - Heintje, cantante e attore olandese
- 1955 - Terry Taylor, ex wrestler statunitense
- 1956 - Claudio Asciuti, scrittore italiano
- 1956 - Artur Barciś, attore polacco
- 1956 - Mario Fine, generale italiano
- 1956 - Bruce Greenwood, attore canadese
- 1956 - Brigitte Kraus, ex mezzofondista tedesca
- 1956 - Osvaldo Laport, attore uruguaiano
- 1956 - Pasquale Lattuneddu, dirigente sportivo italiano
- 1956 - Jun'ichi Miyashita, sceneggiatore giapponese
- 1956 - Massimo Ronconi, dirigente sportivo, allenatore di calcio a 5 e ex giocatore di calcio a 5 italiano
- 1956 - Akimi Yoshida, fumettista giapponese
- 1957 - Ignatius Chama, arcivescovo cattolico zambiano
- 1957 - Isaach de Bankolé, attore ivoriano
- 1957 - Luigi De Santis, ex pesista e discobolo italiano
- 1957 - Amanda Redman, attrice inglese
- 1957 - Kazuko Satō, ex cestista giapponese
- 1957 - Fabio Scuto, giornalista italiano
- 1957 - Masako Yoshida, ex calciatrice giapponese
- 1958 - Takanori Jinnai, attore, regista e scrittore giapponese
- 1958 - Riccardo Recchia, regista televisivo italiano
- 1958 - Hiroshi Yamashiro, giocatore di go giapponese
- 1959 - Luigi De Gennaro, neuroscienziato italiano
- 1959 - Umberto Grillo, storico, scrittore e artista italiano
- 1959 - Mike Hopkins, tecnico del suono neozelandese († 2012)
- 1959 - Gianfranco Marrone, semiologo e saggista italiano
- 1959 - Praveen Thipsay, scacchista indiano
- 1959 - Lynette Woodard, ex cestista e allenatrice di pallacanestro statunitense
- 1959 - Mariangela Zappia, diplomatica italiana
- 1959 - Javier Zubillaga, allenatore di calcio, ex calciatore e dirigente sportivo spagnolo
- 1960 - Laurent Fignon, ciclista su strada e pistard francese († 2010)
- 1960 - Tor Arne Granerud, ex calciatore norvegese
- 1960 - Gilberto Kassab, economista, politico e ingegnere brasiliano
- 1960 - Giorgi Mshvenieradze, ex pallanuotista sovietico
- 1960 - Andrea G. Pinketts, scrittore, giornalista e personaggio televisivo italiano († 2018)
- 1961 - Clara Alfonso, ex schermitrice cubana
- 1961 - Anba Antonio, vescovo cristiano orientale egiziano
- 1961 - Violeta Bermúdez, politica e avvocata peruviana
- 1961 - Roy Hay, chitarrista, tastierista e compositore britannico
- 1961 - Tat'jana Samolenko-Dorovskich, ex mezzofondista ucraina
- 1961 - Luca Serafini, giornalista e scrittore italiano
- 1962 - Robin Corsiglia, ex nuotatrice canadese
- 1962 - Egil Fjetland, ex calciatore norvegese
- 1962 - Juan Galeano, ex calciatore colombiano
- 1962 - Enrico Gasbarra, politico italiano
- 1962 - Shigetatsu Matsunaga, ex calciatore giapponese
- 1962 - Domenico Messina, ex arbitro di calcio italiano
- 1962 - Niki Rüttimann, ex ciclista su strada e ciclocrossista svizzero
- 1963 - Jeff Abbott, scrittore statunitense
- 1963 - Sir Mix-a-Lot, rapper, cantautore e produttore discografico statunitense
- 1963 - Rudi Smidts, ex calciatore belga
- 1963 - Jouni Somero, pianista finlandese
- 1963 - Corrado, cantante italiano
- 1964 - Txiki Begiristain, ex calciatore e dirigente sportivo spagnolo
- 1964 - Katherine Boo, giornalista statunitense
- 1964 - Alexander Hezzel, ex calciatore venezuelano
- 1964 - Birgit Malsack-Winkemann, politica tedesca
- 1964 - Teo Mammucari, conduttore televisivo italiano
- 1964 - Yu Lik-wai, direttore della fotografia e regista hongkonghese
- 1964 - Francisco Yunis, ex tennista argentino
- 1965 - Susan Akin, modella statunitense
- 1965 - Jasminka Alić, ex cestista jugoslava
- 1965 - Giuseppe Argentesi, allenatore di calcio e ex calciatore italiano
- 1965 - Gianluca Battaglion, chitarrista e compositore italiano
- 1965 - Conny van Bentum, ex nuotatrice olandese
- 1965 - Mohammed Deif, generale palestinese († 2024)
- 1965 - Dr. Wagner Jr., wrestler messicano
- 1965 - Peter Krause, attore statunitense
- 1965 - Kathrine Narducci, attrice statunitense
- 1965 - Vincent Newman, produttore cinematografico statunitense
- 1965 - John Shea, mafioso e collaboratore di giustizia statunitense
- 1965 - Raimondo Vairetti, ex ciclista su strada italiano
- 1966 - Wilton Arreaza, ex calciatore venezuelano
- 1966 - Sharon D. Clarke, cantante e attrice britannica
- 1966 - Reggie Cross, ex cestista statunitense
- 1966 - Şahin Diniyev, allenatore di calcio e ex calciatore azero
- 1966 - Vladimir Fedotov, allenatore di calcio e ex calciatore russo
- 1966 - David Itō, attore, comico e doppiatore giapponese
- 1966 - Mariacarla Lorenzi, giocatrice di curling italiana
- 1966 - Daniel Simmes, ex calciatore e allenatore di calcio tedesco
- 1966 - Davide Tirelli, ex mezzofondista italiano
- 1966 - Okke te Velde, ex cestista olandese
- 1966 - Carlos Álvarez, baritono spagnolo
- 1967 - Françoise Burdet, ex bobbista svizzera
- 1967 - Jonas Eriksson, politico svedese
- 1967 - Edoardo Gaffeo, economista e politico italiano
- 1967 - Mike Gundy, allenatore di football americano e ex giocatore di football americano statunitense
- 1967 - El Arbi Hababi, ex calciatore marocchino
- 1967 - Elxan Həsənov, ex calciatore azero
- 1967 - Manavu Kashimoto, fumettista giapponese
- 1967 - Emil Kostadinov, dirigente sportivo e ex calciatore bulgaro
- 1967 - Connie Mack IV, politico statunitense
- 1967 - Paulo Roberto Marqués Roris, dirigente sportivo e ex giocatore di calcio a 5 brasiliano
- 1967 - Brent Sexton, attore statunitense
- 1967 - Regilio Tuur, ex pugile olandese
- 1967 - Mike Verstraeten, ex calciatore belga
- 1967 - Gabriele Villa, ex hockeista su ghiaccio italiano
- 1968 - Sean Bowers, ex calciatore e ex giocatore di calcio a 5 statunitense
- 1968 - Lalka Horozova, ex cestista bulgara
- 1968 - Elin Nilsen, ex fondista norvegese
- 1968 - Paul Tucker, tastierista e compositore britannico
- 1968 - Claudio Vivas, allenatore di calcio e dirigente sportivo argentino
- 1968 - Robert Vladislavić, ex calciatore croato
- 1968 - Kōji Yusa, doppiatore giapponese
- 1969 - Paolo Persi, attore italiano
- 1969 - Ri Hak-son, ex lottatore nordcoreano
- 1969 - Hélio Sousa, ex calciatore e allenatore di calcio portoghese
- 1969 - Tanita Tikaram, cantante e cantautrice britannica
- 1969 - Fran Torres, allenatore di calcio a 5 e ex giocatore di calcio a 5 spagnolo
- 1970 - Darko Butorović, ex calciatore croato
- 1970 - Salvador Calvo, regista spagnolo
- 1970 - Manuel De Peppe, cantautore, attore e arrangiatore italiano
- 1970 - Frank Deville, ex calciatore lussemburghese
- 1970 - Aleksandar Đurić, ex calciatore bosniaco
- 1970 - Mariola Fuentes, attrice spagnola
- 1970 - Sharon A. Hill, geologa e scrittrice statunitense
- 1970 - Charles Mesure, attore neozelandese
- 1970 - Fumitake Miura, allenatore di calcio e ex calciatore giapponese
- 1970 - Alberto Senigagliesi, allenatore di sci alpino e ex sciatore alpino italiano
- 1970 - Anthony Swofford, scrittore, insegnante e ex militare statunitense
- 1970 - Oleg Terëchin, ex calciatore russo
- 1970 - Gabriele Torsello, fotoreporter italiano
- 1971 - Luca Bellocchio, politologo italiano
- 1971 - Michael Ian Black, comico, attore e sceneggiatore statunitense
- 1971 - Svitlana Bondarenko, ex nuotatrice ucraina
- 1971 - Yvette Nicole Brown, attrice e doppiatrice statunitense
- 1971 - Rebecca Gayheart, attrice e ex modella statunitense
- 1971 - Kaushik Ghatak, regista indiano
- 1971 - Guadalupe Lancho, attrice spagnola
- 1971 - Ivo Pertile, saltatore con gli sci italiano
- 1971 - Diana van der Plaats, ex nuotatrice olandese
- 1971 - Pete Sampras, ex tennista statunitense
- 1971 - Marc Streel, ex ciclista su strada belga
- 1971 - Eugen Teodorovici, politico e funzionario rumeno
- 1971 - Mihailo Uvalin, allenatore di pallacanestro serbo
- 1971 - Francesca Valla, scrittrice e personaggio televisivo italiana
- 1971 - Marcelo Vega, ex calciatore cileno
- 1972 - Harald Benz, ex calciatore liechtensteinese
- 1972 - Mark Davis, giocatore di snooker inglese
- 1972 - Del tha Funkee Homosapien, rapper statunitense
- 1972 - David Jost, compositore e produttore discografico tedesco
- 1972 - Mark Kinsella, allenatore di calcio e ex calciatore irlandese
- 1972 - Hiroyuki Kobayashi, informatico giapponese
- 1972 - Ivanoe Lanzara, allenatore di calcio e ex calciatore italiano
- 1972 - Tony Marsh, ex rugbista a 15, imprenditore e preparatore atletico neozelandese
- 1972 - Mahsa Mohebali, scrittrice, sceneggiatrice e critica letteraria iraniana
- 1972 - Paolo Orlandoni, allenatore di calcio e ex calciatore italiano
- 1972 - Daniela Piazza, attrice italiana
- 1972 - Aleksandr Porchomovskij, ex velocista russo
- 1972 - Dimitri Reinderman, scacchista olandese
- 1972 - Takanohana III, lottatore di sumo giapponese
- 1972 - Allison Tranquilli, ex cestista australiana
- 1972 - Toshihiro Uchida, ex calciatore giapponese
- 1972 - Paolo Vanoli, allenatore di calcio e ex calciatore italiano
- 1973 - Joseba Beloki, ex ciclista su strada spagnolo
- 1973 - Latasha Byears, ex cestista statunitense
- 1973 - Jonathan Coachman, giornalista statunitense
- 1973 - Fausto De Angelis, politico italiano
- 1973 - Mark Iuliano, allenatore di calcio e ex calciatore italiano
- 1973 - Shigeru Morioka, allenatore di calcio e ex calciatore giapponese
- 1973 - Muqtada al-Sadr, politico iracheno
- 1973 - Manrico Padovani, violinista, direttore d'orchestra e compositore svizzero
- 1973 - Roman Volod'kov, tuffatore ucraino
- 1973 - Mark Zabel, canoista tedesco
- 1973 - Enrico Zanetti, politico e economista italiano
- 1974 - Mirko Conte, allenatore di calcio e ex calciatore italiano
- 1974 - Andrej Danko, politico slovacco
- 1974 - Shingo Hiruma, ex giocatore di football americano giapponese
- 1974 - Linda O'Neil, modella e attrice statunitense
- 1974 - Wendy Palmer, ex cestista e allenatrice di pallacanestro statunitense
- 1974 - Jason deCaires Taylor, scultore britannico
- 1975 - Casey Affleck, attore, regista e sceneggiatore statunitense
- 1975 - Carter Bays, sceneggiatore e produttore televisivo statunitense
- 1975 - Dean Brody, cantautore canadese
- 1975 - Palmer Canon, ex wrestler e ex artista marziale misto statunitense
- 1975 - Roberto D'Aversa, allenatore di calcio e ex calciatore italiano
- 1975 - Donovin Darius, ex giocatore di football americano statunitense
- 1975 - Davide Donati, botanico e esploratore italiano
- 1975 - Adam Killian, attore pornografico, regista e ballerino statunitense
- 1975 - Anders Myrvold, ex hockeista su ghiaccio norvegese
- 1975 - Mikhail Potskhveria, ex calciatore georgiano
- 1975 - Raegan Scott, ex cestista e allenatrice di pallacanestro statunitense
- 1975 - Regan Upshaw, ex giocatore di football americano statunitense
- 1975 - Taryn Woods, pallanuotista australiana
- 1976 - Manolo Jiménez Soria, ex calciatore andorrano
- 1976 - Yōichi Katō, allenatore di pallavolo e ex pallavolista giapponese
- 1976 - Paweł Kuczyński, artista polacco
- 1976 - Mikko Lindström, chitarrista e cantante finlandese
- 1976 - James Nanor, ex calciatore ghanese
- 1976 - Princeton Owusu-Ansah, ex calciatore ghanese
- 1976 - Gloriana Pellissier, scialpinista e fondista di corsa in montagna italiana
- 1976 - Lina Rafn, cantante danese
- 1976 - Édouard Salier, regista, designer e fotografo francese
- 1976 - Jorge Simão, allenatore di calcio e ex calciatore portoghese
- 1976 - Henry Tuilagi, rugbista a 15 samoano
- 1976 - Antoine Walker, ex cestista statunitense
- 1976 - Wednesday 13, cantante statunitense
- 1977 - Taulant Balla, politico albanese
- 1977 - David Beriáin, conduttore televisivo e giornalista spagnolo († 2021)
- 1977 - Plaxico Burress, ex giocatore di football americano statunitense
- 1977 - Arkady Dokhoyan, ex calciatore armeno
- 1977 - Al Ewing, fumettista britannico
- 1977 - Elisa Facchini, ex rugbista a 15 e dirigente sportiva italiana
- 1977 - Jesper Grønkjær, ex calciatore danese
- 1977 - Emanuele Lodolini, politico italiano
- 1977 - Iva Majoli, allenatrice di tennis e ex tennista croata
- 1977 - Paola Mosca Barberis, ex sciatrice alpina italiana
- 1977 - Iļja Novikovs, ex calciatore lettone
- 1977 - Richard Spiegelburg, astista tedesco
- 1977 - Octavi Tarres Garcia, ex hockeista su pista spagnolo
- 1978 - Derrick Burgess, ex giocatore di football americano statunitense
- 1978 - Thōmas Makrīs, ex calciatore greco
- 1978 - Natalie Mendoza, attrice e cantante cinese
- 1978 - Chords, cantante e rapper svedese
- 1978 - Titilupe Fanetupouvava'u Tuita-Tupou Tu'ivakano, diplomatica tongana
- 1978 - Hayley Wickenheiser, ex hockeista su ghiaccio e giocatrice di softball canadese
- 1979 - Zlatan Bajramović, allenatore di calcio e ex calciatore bosniaco
- 1979 - Peter Browngardt, animatore e doppiatore statunitense
- 1979 - Bobi Cankov, giornalista, scrittore e conduttore radiofonico bulgaro († 2010)
- 1979 - Geisa Alini Campos da Silva de Oliveira, cestista brasiliana († 2021)
- 1979 - Ian Hutchinson, pilota motociclistico britannico
- 1979 - Júnior Izaguirre, ex calciatore honduregno
- 1979 - Joeano, ex calciatore brasiliano
- 1979 - Cindy Klassen, ex pattinatrice di velocità su ghiaccio canadese
- 1979 - Terrell Lyday, ex cestista statunitense
- 1979 - Keith Powell, attore statunitense
- 1979 - Andrėj Razin, ex calciatore bielorusso
- 1979 - Austra Skujytė, multiplista e pesista lituana
- 1980 - Saod Al-Kaebari, ex calciatore saudita
- 1980 - Zachary Baharov, attore bulgaro
- 1980 - Boré Buika, attore, doppiatore e modello spagnolo
- 1980 - Cássio Albuquerque dos Anjos, ex calciatore brasiliano
- 1980 - Ernesto Chevantón, allenatore di calcio e ex calciatore uruguaiano
- 1980 - Elisa Di Eusanio, attrice italiana
- 1980 - Mohamed Fadl, ex calciatore egiziano
- 1980 - Jessica Ginkel, attrice tedesca
- 1980 - Dimitrije Injac, ex calciatore serbo
- 1980 - Karin Kortje, cantante sudafricana
- 1980 - Maggie Lawson, attrice statunitense
- 1980 - Daxx Nielsen, batterista statunitense
- 1980 - Rafael Redwitz, allenatore di pallavolo e ex pallavolista brasiliano
- 1980 - Jason Robinson, ex cestista statunitense
- 1980 - Dominique Swain, attrice statunitense
- 1980 - Matt Thiessen, musicista e cantante canadese
- 1980 - Kiara Tomaselli, attrice italiana
- 1980 - Jade Villalon, cantante e attrice statunitense
- 1980 - Rafael Paulo de Lara Araújo, ex cestista brasiliano
- 1981 - Nabil Baha, ex calciatore marocchino
- 1981 - Flora Bonafini, dirigente sportiva e ex calciatrice italiana
- 1981 - Tony Capaldi, ex calciatore nordirlandese
- 1981 - Andrea Carè, tenore italiano
- 1981 - Djibril Cissé, ex calciatore francese
- 1981 - Aleksandr Deduškin, ex cestista russo
- 1981 - Emiliano Dudar, ex calciatore argentino
- 1981 - Jung Dae-young, pallavolista sudcoreana
- 1981 - Gatis Kalniņš, allenatore di calcio e ex calciatore lettone
- 1981 - Jacek Kowalczyk, ex calciatore polacco
- 1981 - Takuya Nozawa, ex calciatore giapponese
- 1981 - Romanus Orjinta, calciatore nigeriano († 2014)
- 1981 - Steve Talley, attore statunitense
- 1981 - Xu Liang, ex calciatore cinese
- 1982 - Tadesse Abraham, ex maratoneta eritreo
- 1982 - Najmeh Abtin, ex arciera iraniana
- 1982 - Ian Azzopardi, ex calciatore maltese
- 1982 - Glen Barry, attore irlandese
- 1982 - Saïd Boutahar, ex calciatore olandese
- 1982 - Sacha Dalcol, giornalista, conduttore radiofonico e conduttore televisivo svizzero
- 1982 - Gerald Fitch, ex cestista statunitense
- 1982 - Boban Grnčarov, allenatore di calcio e ex calciatore macedone
- 1982 - Bernhard Gruber, combinatista nordico austriaco
- 1982 - Andrew Hurd, nuotatore canadese
- 1982 - David Jackson, cestista statunitense
- 1982 - Jonathan King, pallavolista portoricano
- 1982 - Geōrgios Kousas, ex calciatore greco
- 1982 - María José Martínez Sánchez, ex tennista spagnola
- 1982 - Ashley Robinson, ex cestista statunitense
- 1982 - Yulianne Rodríguez, ex cestista cubana
- 1982 - Rien Schuurhuis, ciclista su strada olandese
- 1982 - Alexandros Tzorvas, ex calciatore greco
- 1982 - Meryem Uzerli, attrice tedesca
- 1982 - Joselito Vaca, calciatore boliviano
- 1983 - Faisal Budahoom, calciatore bahreinita
- 1983 - Kana Asumi, doppiatrice e cantante giapponese
- 1983 - Suleimane Baio, ex calciatore guineense
- 1983 - Josip Barišić, ex calciatore bosniaco
- 1983 - Daniele Dalla Bona, calciatore italiano
- 1983 - Jean Carlos Dondé, ex calciatore brasiliano
- 1983 - Kléber, ex calciatore brasiliano
- 1983 - Klaas-Jan Huntelaar, dirigente sportivo e ex calciatore olandese
- 1983 - Anete Jēkabsone, ex cestista lettone
- 1983 - Valter Neves, hockeista su pista portoghese
- 1983 - Jiří Novotný, dirigente sportivo, allenatore di hockey su ghiaccio e ex hockeista su ghiaccio ceco
- 1983 - Manuel Padilla Pontvianne, ex giocatore di football americano messicano
- 1983 - Manoa Vosawai, ex rugbista a 15 figiano
- 1983 - Martina Warren, ex attrice pornografica britannica
- 1984 - César Fawcett, ex calciatore colombiano
- 1984 - Dan Fitzgerald, ex cestista statunitense
- 1984 - Martin Goeres, stuntman e attore tedesco
- 1984 - Filipe Gonçalves, allenatore di calcio e ex calciatore portoghese
- 1984 - Keely Kelleher, ex sciatrice alpina statunitense
- 1984 - Roberto Mariani, ex rugbista a 15 e rugbista a 7 italiano
- 1984 - Kateřina Novotná, pattinatrice di short track ceca
- 1984 - Azzeddine Ourahou, ex calciatore francese
- 1984 - Paulo Vinícius, ex calciatore brasiliano
- 1984 - Sherone Simpson, velocista giamaicana
- 1984 - Delanie Walker, giocatore di football americano statunitense
- 1985 - Alessandra Amoroso, cantante italiana
- 1985 - Andrea Bašić, pallamanista croato
- 1985 - Mauricio Casierra, ex calciatore colombiano
- 1985 - Alexis Copello, triplista cubano
- 1985 - Zack Cozart, giocatore di baseball statunitense
- 1985 - Giuseppe Cozzolino, calciatore italiano
- 1985 - Mark Daigneault, allenatore di pallacanestro statunitense
- 1985 - Alberto Elia, pallavolista italiano
- 1985 - Caterina Fanzini, pallavolista italiana
- 1985 - Osmany Juantorena, pallavolista cubano
- 1985 - Adrián Ripa, ex calciatore spagnolo
- 1985 - Charlotte Salt, attrice e modella britannica
- 1985 - Richard Shoebridge, pattinatore di short track britannico
- 1985 - Ekaterina Sočneva, calciatrice russa
- 1985 - Tanu Tanu, calciatore samoano americano
- 1986 - Andrei Agius, ex calciatore maltese
- 1986 - Kyle Arrington, giocatore di football americano statunitense
- 1986 - Celeste Cabañez, cestista argentina
- 1986 - Panajotis Dimitriadis, calciatore svedese
- 1986 - Fabio Francolini, pattinatore di velocità in-line italiano
- 1986 - Chiara Galiazzo, cantante italiana
- 1986 - Juande, calciatore spagnolo
- 1986 - E Sens, rapper sudcoreano
- 1986 - Kim Kun-hoan, ex calciatore sudcoreano
- 1986 - Peggy Kuznik, ex calciatrice tedesca
- 1986 - Basick, rapper sudcoreano
- 1986 - Abdelhakim Zouita, cestista marocchino
- 1986 - Nausika Stauridou, ex cestista greca
- 1986 - Wang Lei, ex cestista cinese
- 1987 - Francesca Di Maggio, attrice italiana
- 1987 - André Hamann, modello tedesco
- 1987 - Ricky Harris, ex cestista statunitense
- 1987 - Anna Hertzman, cantante svedese
- 1987 - Yves Ilunga, ex calciatore della Repubblica Democratica del Congo
- 1987 - Chiara Martegiani, attrice italiana
- 1987 - Elijah Millsap, ex cestista statunitense
- 1987 - Natalia Navarro, modella colombiana
- 1987 - Francesca Pasinetti, ex ginnasta italiana
- 1987 - Walter Thurmond, ex giocatore di football americano statunitense
- 1987 - Carlos Véliz, pesista cubano
- 1987 - Theodōros Zaras, cestista greco
- 1988 - Maria Suelen Altheman, judoka brasiliana
- 1988 - Mark Arcobello, hockeista su ghiaccio statunitense
- 1988 - Vít Beneš, calciatore ceco
- 1988 - Michael Binns, calciatore giamaicano
- 1988 - David Castillo, schermidore cubano
- 1988 - Radoslav Dimitrov, calciatore bulgaro
- 1988 - Tyson Fury, ex pugile britannico
- 1988 - Justin Gaston, cantautore, modello e attore statunitense
- 1988 - Rami Gershon, calciatore israeliano
- 1988 - Hernán Hechalar, ex calciatore argentino
- 1988 - Lazarus Kaimbi, calciatore namibiano
- 1988 - Érika Miranda, judoka brasiliana
- 1988 - Abdessamad Ouhakki, calciatore marocchino
- 1988 - Leah Pipes, attrice statunitense
- 1988 - David Pollet, calciatore francese
- 1988 - Nikola Stojanović, giocatore di football americano serbo († 2017)
- 1988 - Ondřej Sukup, calciatore ceco
- 1988 - Miguel Ángel Torrén, calciatore argentino
- 1988 - Tejay van Garderen, ex ciclista su strada statunitense
- 1989 - Amilton Minervino da Silva, calciatore brasiliano
- 1989 - Scott Bamforth, cestista statunitense
- 1989 - Tom Cleverley, allenatore di calcio e ex calciatore inglese
- 1989 - Dewayne Dedmon, cestista statunitense
- 1989 - Mariana Duque Mariño, ex tennista colombiana
- 1989 - Alessandro Giannì, artista italiano
- 1989 - Charlène Guignard, danzatrice su ghiaccio francese
- 1989 - Joseph Kauliakamoa, pallavolista statunitense
- 1989 - Lara Laterza, calciatrice italiana
- 1989 - Mark van der Maarel, ex calciatore olandese
- 1989 - Min Sun-ye, cantante e modella sudcoreana
- 1989 - Geoffrey Mujangi Bia, calciatore congolese (Repubblica Democratica del Congo)
- 1989 - Federico Sandi, pilota motociclistico italiano
- 1990 - Mario Balotelli, calciatore ghanese
- 1990 - Il'jas Bekbulatov, lottatore russo
- 1990 - Wissam Ben Yedder, calciatore francese
- 1990 - Alex Caffi, hockeista su ghiaccio italiano
- 1990 - Giovanni Crosetto, politico italiano
- 1990 - Alessio Gallo, attore italiano
- 1990 - Tess Madgen, cestista australiana
- 1990 - Tucker Marshall, ex sciatore alpino statunitense
- 1990 - Álex Martínez, calciatore spagnolo
- 1990 - Danira Boukhriss, giornalista e conduttrice televisiva belga
- 1990 - Marvin Zeegelaar, calciatore olandese
- 1991 - Ndukaku Alison, calciatore nigeriano
- 1991 - Jesinta Campbell, modella australiana
- 1991 - Rasmus Christensen, calciatore danese
- 1991 - Moreno De Pauw, ex pistard belga
- 1991 - Débora Fernandes da Costa, cestista brasiliana
- 1991 - Branislav Đekić, cestista serbo
- 1991 - Hroniss Grasu, giocatore di football americano statunitense
- 1991 - Emil Iversen, fondista norvegese
- 1991 - Renaud Jay, fondista francese
- 1991 - Alessio Lapice, attore italiano
- 1991 - Mads Mensah Larsen, pallamanista danese
- 1991 - Khris Middleton, cestista statunitense
- 1991 - Kiki Mordi, giornalista, regista e scrittrice nigeriana
- 1991 - Lamar Patterson, cestista statunitense
- 1991 - Tremain Paul, calciatore santaluciano
- 1991 - Gabriele Pierini, rugbista a 15 italiano
- 1991 - Marco Santiangeli, cestista italiano
- 1991 - Lakeith Stanfield, attore e rapper statunitense
- 1991 - Jana Vojteková, calciatrice slovacca
- 1991 - Chinatsu Yamamoto, ex cestista giapponese
- 1992 - Adrián Arregui, calciatore argentino
- 1992 - Romain Cardis, ciclista su strada francese
- 1992 - Cara Delevingne, modella e attrice britannica
- 1992 - Kevin Kraus, calciatore tedesco
- 1992 - Facundo Melivilo, calciatore argentino
- 1992 - Gonzalo Peillat, hockeista su prato argentino
- 1992 - Balša Radunović, pallavolista montenegrino
- 1992 - Alicja Tchórz, nuotatrice polacca
- 1992 - Arna Sif Ásgrímsdóttir, calciatrice islandese
- 1993 - Rafael Alba, taekwondoka cubano
- 1993 - Rodrigo Alborno, calciatore paraguaiano
- 1993 - Julen Amezqueta, ciclista su strada spagnolo
- 1993 - Filipe Augusto, calciatore brasiliano
- 1993 - Max Crocombe, calciatore neozelandese
- 1993 - Giulia De Ascentis, ex nuotatrice italiana
- 1993 - Igor' Dudarev, ex calciatore russo
- 1993 - Ewa Farna, cantante ceca
- 1993 - Ekaterina Fedorenkova, cestista russa
- 1993 - Imani Hakim, attrice statunitense
- 1993 - Rafael Jiménez Jarque, calciatore spagnolo
- 1993 - James Kelly, cestista statunitense
- 1993 - Jaŭhen Klapocki, ex calciatore bielorusso
- 1993 - Nathaniel Lammons, tennista statunitense
- 1993 - Alexander Megos, arrampicatore tedesco
- 1993 - John Miller, giocatore di football americano statunitense
- 1993 - Martin Nörl, snowboarder tedesco
- 1993 - Luna, cantante, attrice e ballerina sudcoreana
- 1993 - Mathieu Vernice, arbitro di calcio francese
- 1994 - Ryan Anderson, giocatore di football americano statunitense
- 1994 - Emanuele Cicerelli, calciatore italiano
- 1994 - Júlio César Czarneski, calciatore brasiliano
- 1994 - Diandra, cantante finlandese
- 1994 - Armin Hadipour, taekwondoka iraniano
- 1994 - Thomas Jordier, velocista francese
- 1994 - Nurkhon Kurbanova, atleta paralimpica uzbeka
- 1994 - Andre Lewis, calciatore giamaicano
- 1994 - Kristoffer Normann Hansen, calciatore norvegese
- 1994 - Cristian Ramírez, calciatore ecuadoriano
- 1994 - Kevin Rodríguez, pallavolista e giocatore di beach volley portoricano
- 1994 - Ryan Seaberg, ex giocatore di football americano statunitense
- 1994 - Dīmītrios Sounas, calciatore greco
- 1994 - Bex Taylor-Klaus, attrice statunitense
- 1994 - Simone Tempestini, pilota di rally rumeno
- 1995 - Sara Ali Khan, attrice indiana
- 1995 - Martha Bayona, pistard colombiana
- 1995 - Ryan Coetzee, nuotatore sudafricano
- 1995 - Andy Cruz, pugile cubano
- 1995 - Diego Cuglietta, hockeista su ghiaccio canadese
- 1995 - Dominik Czaja, canottiere polacco
- 1995 - Finn Delany, cestista neozelandese
- 1995 - Jean-Luc Dompé, calciatore francese
- 1995 - Nickolas Dlamini, ciclista su strada sudafricano
- 1995 - Jevgeņijs Kazačoks, calciatore lettone
- 1995 - Grejohn Kyei, calciatore francese
- 1995 - Marco Magnabosco, hockeista su ghiaccio italiano
- 1995 - Murad Məmmədov, lottatore azero
- 1995 - Margherita Panziera, nuotatrice italiana
- 1995 - Chaska Rémy Perron, giocatore di football americano francese
- 1995 - Luciano Recalde, calciatore argentino
- 1995 - Synne Skinnes Hansen, calciatrice norvegese
- 1995 - Alex Succar, calciatore peruviano
- 1995 - Sun Wei, ginnasta cinese
- 1995 - Lee Yang, giocatore di badminton taiwanese
- 1995 - Wang Chi-lin, giocatore di badminton taiwanese
- 1995 - Rade Zagorac, cestista serbo
- 1996 - Edwin Banguera, calciatore colombiano
- 1996 - Tristan Blackmon, calciatore statunitense
- 1996 - Choi Yu-jin, cantante e attrice sudcoreana
- 1996 - Ibrahim Diallo, ex calciatore maliano
- 1996 - T.J. Edwards, giocatore di football americano statunitense
- 1996 - Milton Giménez, calciatore argentino
- 1996 - Matan Hozez, calciatore israeliano
- 1996 - Moritz Karlitzek, pallavolista tedesco
- 1996 - Maxime Laoun, pattinatore di short track canadese
- 1996 - Arthur Melo, calciatore brasiliano
- 1996 - Samuel Moutoussamy, calciatore francese
- 1996 - Na Sang-ho, calciatore sudcoreano
- 1996 - Qian Haitao, lottatore cinese
- 1996 - Julio Urías, giocatore di baseball messicano
- 1996 - Joelle Wedemeyer, calciatrice tedesca
- 1996 - Tomáš Zajíc, calciatore ceco
- 1997 - Steve Ambri, calciatore francese
- 1997 - Kwesi Appiah, calciatore ghanese
- 1997 - Matias Belli Moldskred, calciatore norvegese
- 1997 - Elizabeth Cui, tuffatrice neozelandese
- 1997 - Kyra Edwards, canottiera britannica
- 1997 - Uche Eke, ginnasta nigeriano
- 1997 - Isabella Hartig, calciatrice tedesca
- 1997 - Margret Hassan, velocista sudsudanese
- 1997 - Denis Kajkov, calciatore russo
- 1997 - Georgino M'Vondo, calciatore centrafricano
- 1997 - Yōta Maejima, calciatore giapponese
- 1997 - Geirald Meyer, giocatore di calcio a 5 e calciatore norvegese
- 1997 - Hotaka Nakamura, calciatore giapponese
- 1997 - Philipp Pomer, calciatore austriaco
- 1997 - Aleksandr Saplinov, calciatore russo
- 1997 - Gianluca Talamo, lottatore italiano
- 1997 - Rasmus Vinderslev, calciatore danese
- 1997 - Zachar Volkaŭ, calciatore bielorusso
- 1997 - Julija Šuljar, atleta paralimpica ucraina
- 1998 - Mihaela Ciolacu, calciatrice rumena
- 1998 - Marco Di Pizzo, cestista italiano
- 1998 - Robert Hainsey, giocatore di football americano statunitense
- 1998 - Derrick Harvey jr, giocatore di football americano statunitense
- 1998 - Hava, rapper tedesca
- 1998 - Kur Kuath, cestista sudsudanese
- 1998 - Micaela Levaggi, mezzofondista argentina
- 1998 - Daryl Louise, calciatore seychellese
- 1998 - Rudy Pankow, attore statunitense
- 1998 - Beny Jr, rapper marocchino
- 1998 - Auston Trusty, calciatore statunitense
- 1998 - Stefanos Tsitsipas, tennista greco
- 1999 - Inge van der Heijden, ciclocrossista e ciclista su strada olandese
- 1999 - Matthias Iten, sciatore alpino svizzero
- 1999 - Edona Kastrati, calciatrice kosovara
- 1999 - Yannick Müller, slittinista austriaco
- 1999 - Jule Niemeier, tennista tedesca
- 1999 - Sylvia Nwakalor, pallavolista italiana
- 1999 - Michael Obasuyi, ostacolista belga
- 1999 - Abdulrasheed Umaru, calciatore qatariota
- 1999 - Rodrigo Zalazar, calciatore spagnolo
- 1999 - Matthijs de Ligt, calciatore olandese
- 1999 - Victor van den Bogert, calciatore olandese
- 2000 - Niamh Fisher-Black, ciclista su strada neozelandese
- 2000 - Jhonny Lucas, calciatore brasiliano
- 2000 - Jáderson, calciatore brasiliano
- 2000 - Parham Maghsoodloo, scacchista iraniano
- 2000 - Martin Martinez, attore e modello statunitense
- 2000 - Vincenzo Millico, calciatore italiano
- 2000 - James Clinton Schoonmaker, fondista statunitense
- 2000 - Rodrigo Vidal, calciatore uruguaiano
- 2000 - Brynjólfur Darri Willumsson, calciatore islandese
- 2000 - Micael dos Santos Silva, calciatore brasiliano

## XXI secolo(17)
- 2001 - Lisa Eder, saltatrice con gli sci austriaca
- 2001 - Evelyn Ijeh, calciatrice svedese
- 2001 - Yūtarō Oda, calciatore giapponese
- 2001 - Claudia Pina, calciatrice spagnola
- 2001 - Stathīs Tachatos, calciatore greco
- 2002 - Jamir Berdecio, calciatore boliviano
- 2002 - Giorgia Cesarini, arciera sammarinese
- 2002 - Max Malsiner, sciatore alpino italiano
- 2002 - Joël Schingtienne, calciatore belga
- 2002 - Madžid Šošić, calciatore bosniaco
- 2003 - Miguel Ángel Beltre, calciatore dominicano
- 2003 - Martín Luciano, calciatore argentino
- 2003 - Lilli Purtscheller, calciatrice austriaca
- 2003 - Mateo Tanlongo, calciatore argentino
- 2004 - Giorgia Lucia Macino, nuotatrice artistica italiana
- 2004 - Wan Letian, nuotatrice cinese
- 2008 - Dastan Satpaev, calciatore kazako